# Raketenbasis Plokštinė

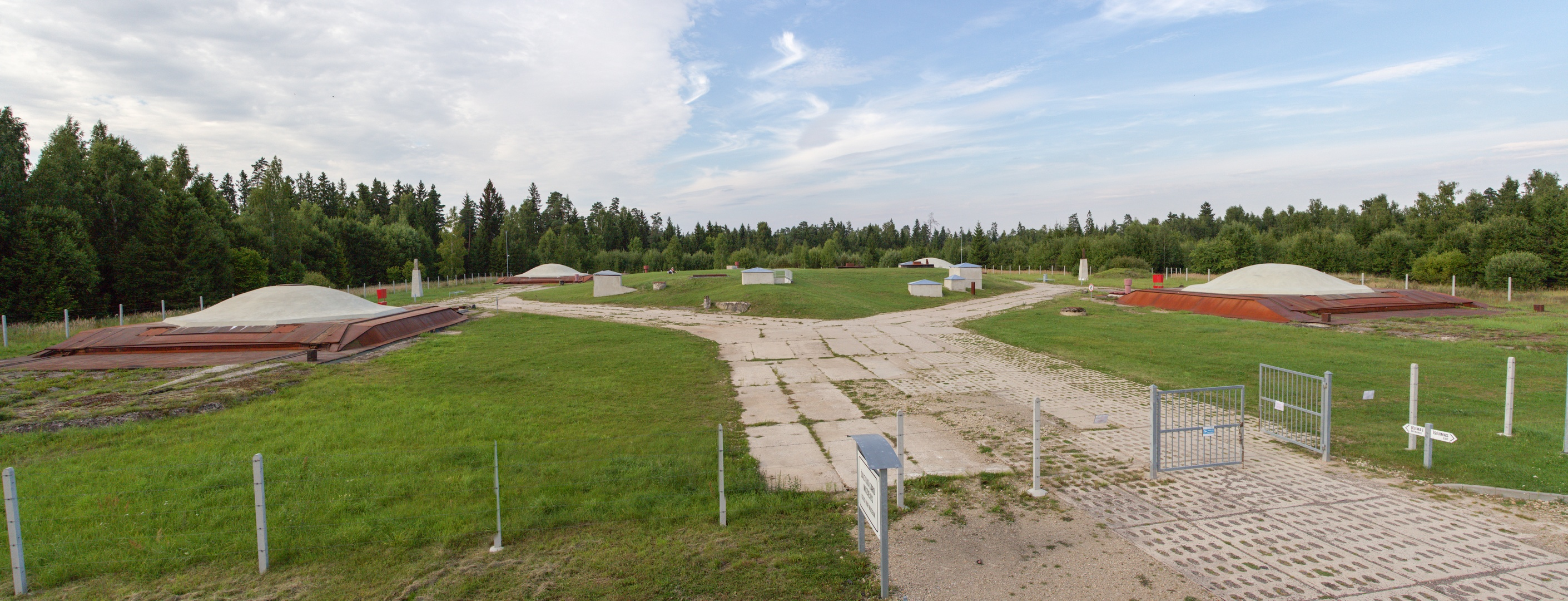
Basis im Jahre 2013

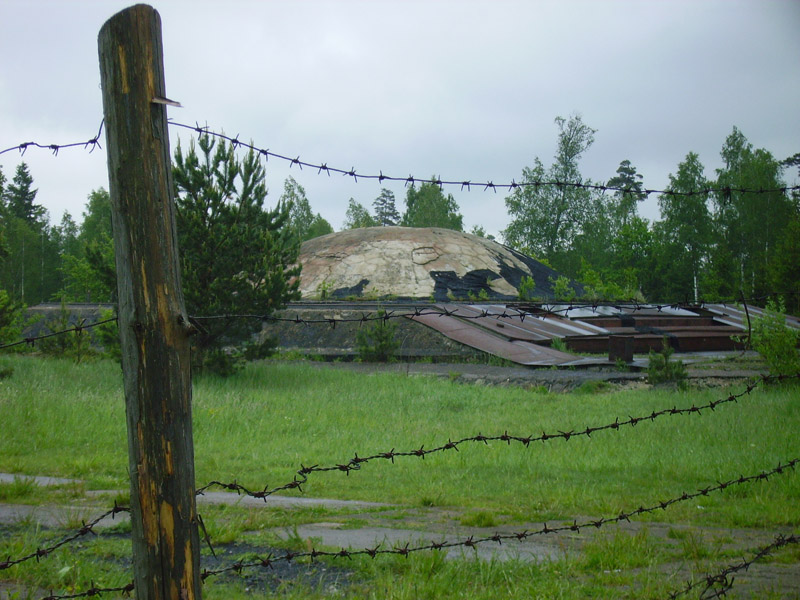
Zugang zur Raketenbasis

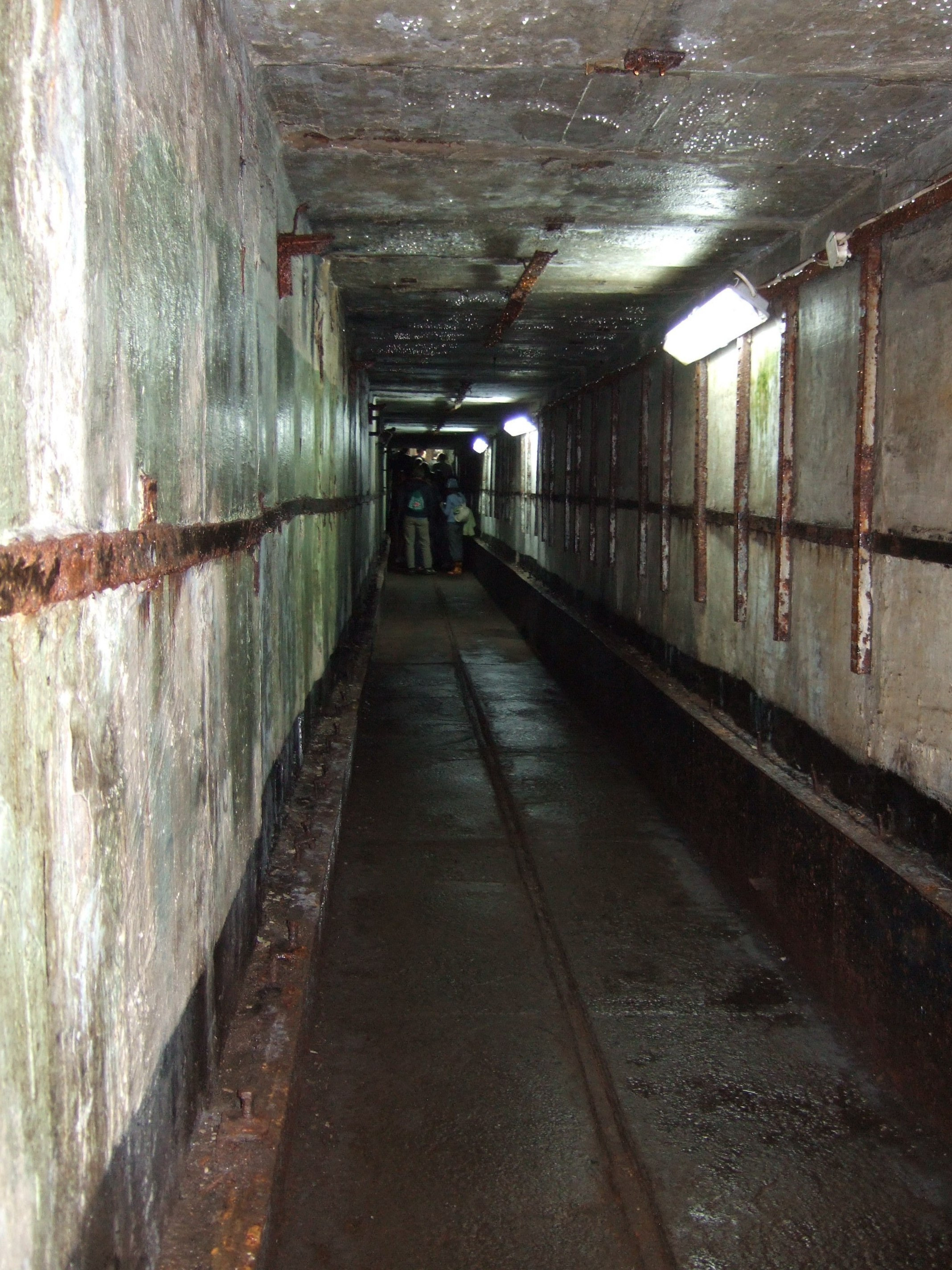
Innen

Die Raketenbasis Plokštinė (lit. Plokštinės raketų bazė) war ein Raketenstartplatz (Raketenstützpunkt) der Sowjetarmee in  der UdSSR, im Wald Plokštinė, nahe dem Dorf Plokščiai, am Plateliai-See, 13 km nördlich der Stadt Plungė  in der heutigen Rajongemeinde Plungė, Bezirk Telšiai, Litauen. Sie gehörte dem 79. Raketenregiment der 29. Raketendivision der 50. Raketenarmee der Strategischen Raketentruppen der Sowjetunion (Hauptsitz in Smolensk, Belarus).

## Geschichte
Die Basis wurde vom September 1960 bis zum 31. Dezember 1962 in Sowjetlitauen errichtet und von der Sowjetarmee gebaut. Der Stützpunkt für ballistische Raketen war mit der notwendigen Infrastruktur ausgestattet. Die Raketenbasis war für R-12-Raketen bestimmt.
Nach dem Ende der militärischen Nutzung wurde das Gelände touristisch erschlossen.  Hier gibt es jetzt ein Museum des Kalten Kriegs (lit. Šaltojo Karo muziejus).